# Robert J. Blackmoore
Robert J. Blackmoore fue un futbolista inglés. 

## Logros

### En equipo
- Liga Mexicana de Football Amateur Association (6): 1905-1906, 1906-1907, 1908-1909, 1909-1910, 1910-1911 y 1911-1912.
- Copa Tower (1): 1908-1909.

### Individuales
- Campeón de goleo (1): 1909-1910.